# Need for Speed: Most Wanted
Need for Speed: Most Wanted, ofta förkortat NFS: Most Wanted eller NFS: MW, är den nionde utgåvan av dator- och tv-spelsserien Need for Speed (NFS). Spelet utvecklades och gavs ut av Electronic Arts under 2005. 
Spelet återinför Polisjakt-läget utformat av spelets street racing-inriktade spelsätt med vissa anpassningsalternativ introducerat i Need for Speed: Underground-serien. Uppföljaren till detta spel är Need for Speed: Carbon (2006) och senare Need for Speed: ProStreet (2007).
Most Wanted gavs ut till Microsoft Windows, Playstation 2, Gamecube, Xbox, Game Boy Advance, Nintendo DS och mobiltelefoner. En Xbox 360-version lanserades senare för att vara identisk till konsol-releasen år 2006.
En annan version av Most Wanted släpptes till Playstation Portable under titeln "Need for Speed: Most Wanted: 5-1-0".

## Handling
Som alla de andra spelen i NFS-serien, handlar spelet om bilar och bilkörning. Spelaren får köpa bilar och mecka med dem efter egen smak. Här finns en liten historia bakom allt tävlande också.
Spelaren kommer till den fiktiva staden Rockport i sin BMW M3 GTR, bilen som finns med på omslaget, i huvudmenyn och som hela spelet ibland kan verka kretsa runt. Spelaren kör några tävlingar och ska efter ett tag möta en kille som kallas för "Razor". Han har saboterat spelarens bil och strax efter att tävlingen är igång går hans bil sönder och Razor tar den. Polisen griper spelaren eftersom han inte har ett flyktfordon efter det illegala loppet. Spelaren släpps sen efter att polisen inte heller har något bevismaterial då bilen han körde med saknas. När spelaren släpps hämtas han upp av en tjej som heter Mia och som blir dennes vän under hela spelet. Hon berättar att Razor har tagit sig upp till förstaplatsen på polisens "Blacklist", en lista på de mest efterlysta förarna i hela Rockport med spelarens bil. Det är nu upp till spelaren att ta tillbaka sin bil och hämnas på Razor. Spelaren får också hjälp av en skum kille som heter Rog. Man får aldrig se Rog i de små filmsekvenserna som visas ibland, fast han kommer hela tiden skicka SMS till spelaren.
Spelet går ut på att man ska hamna högst på polisens svarta lista, den så kallade Blacklisten över de femton värsta trafikförbrytarna. Överst på listan är Razor, och spelets mål är att övervinna honom. Ibland blir det mitt i allt en polisjakt. Det beror på Heat Leveln hur snabba och tåliga polisbilarna är. Det gäller att knocka ut dem eller köra in i olika fällor som kan stoppa deras framfart. Om de vanliga poliserna har problem, oftast vid Heat Level 5 eller 6, kan expertpolisen Cross komma. Han kör en Corvette, så det gäller för spelaren att vara försiktig.
I slutet när spelaren har vunnit över Razor blir Razor gripen av Mia då det kommer fram att Mia är en polis under täckmantel. Mia kallar på polisen som tar alla närvarande och Razor men kastar nycklarna till spelaren precis innan polisen kommer, kanske för att hon tycker om spelaren. Då blir spelaren jagad av hela Rockports polisstyrka och tvingas fly staden genom att hoppa över en gammal halvfärdig bro, vilket ingen av poliserna kunde göra. (förutom förmodligen Cross, då han till sist tar sig över den på ett eller annat sätt som det visar sig i uppföljaren Need for Speed: Carbon.
De andra förarna förutom Razor på Blacklist som spelaren måste vinna över är: 
Nr. 15: Ho "Sonny" Sean, (Volkswagen Golf GTI) 
Nr. 14: Vince "Taz" Killic, (Lexus IS 300) 
Nr. 13: Victor "Vic" Vasquez (Toyota Supra)
Nr. 12: Isabel "Izzy" Diaz, (Mazda RX-8) 
Nr. 11: Lou "Big Lou" Park, (Mitsubishi Eclipse)
Nr. 10: Karl "Baron" Smit, (Porsche Cayman S)
Nr. 9: Eugene "Earl" James, (Mitsubishi Lancer EVOLUTION VIII) 
Nr. 8: Jade "Jewels" Barret, (Ford Mustang GT) 
Nr. 7: Kira "Kaze/Kamikaze" Nakazato, (Mercedes CLK 500) 
Nr. 6: Hector "Ming" Domingo, (Lamborghini Gallardo) 
Nr. 5: Wes "Webster" Allen, (Chevrolet Corvette C5) 
Nr. 4:  Joe "JV" Vega), (Dodge Viper) 
Nr. 3: Ronald "Ronnie" McCrea, (Aston Martin DB9) och 
Nr. 2 Toru "Bull" Sato, (Mercedes SLR McLaren). 
För att kunna utmana en förare måste man ha en speciell mängd av vunna race och "Milestones". De är till exempel: Fly en polisjakt under 2 minuter, eller kör i över 200 km/h på den här kameran. De är alltså olika utmaningar som spelaren måste klara över. Man behöver också samla på sig Bounty, vilka är olika poäng som man får från polisjakter och "Milestones".

## Miljö
Spelet utspelar sig i stadsmiljö i en stad som heter Rockport som består av tre stadsdelar, Rosewood, som är en lite mindre stad med en motorväg (En del av "Highway 99"), Rockport som är den stora "huvudstaden" och en kuststadsdel som heter Camden Beach som och sträcker sig långt in över land, vilket ger variation i landskapet. Man börjar i Rosewood och när man besegrar Blacklist #13 Vic låser man upp Camden beach. Rockport låser man upp genom att besegra Blacklist #9 Earl. Det är mycket berg och skog som kan ses från staden samt andra miljöer såsom golfbanor ger även en känsla av en ej arkadbetonad omgivning i spelet. I spelet finns även bensinstationer som sprängs när man kör igenom dem (en så kallad pursuitbreaker) och två olika butiker, en för bildelar och en för bilar.

## Polisjakter
Under spelets gång kommer spelaren garanterat att hamna i en biljakt med polisen. Det finns olika "Heat Levels", som visar hur mycket kraft polisen lägger ned för att stoppa honom. Det finns Heat Level 1 till 6 (7 i Black Edition). Det blir svårare och svårare med varje gång leveln går upp. 
- På Heat Level 1 finns det bara vanliga polisbilar. De är varken snabba eller aggressiva och det kan bara finnas fem bilar samtidigt efter spelaren, men oftast är det endast två eller tre.

- På Heat Level 2 är bilarna av samma modell som innan, fast utan polisbeteckningarna så de ser "vanligare" ut, med andra ord en civilpolis. De är alltså poliser under täckmantel. De är dock enkla att känna igen, alla ser ut på samma sätt (svarta av samma modell som de vanliga polisbilarna och de har blåljusen i bilens interiör) och beter sig som vanliga polisbilar trots att det blåser deras "täckmantel". Nu finns det upp till 10 bilar som kan jaga spelaren. Bilarna är dock inte snabbare, men de är mer aggressiva samt kör bättre så men kan tro att de är det. Vägblockeringar är sällsynta, men förekommer ibland. Dessa två första Heat Levels finns från början i spelet, men när spelaren klättrar på Blacklist låses fler upp. När spelaren är Blacklist nummer 10 låses heat level 3 och 4 upp.

- På Heat Level 3 är bilarna polismålade Pontiac GTO. De är snabbare, betydligt aggressivare och kör skickligt. Vägspärrar förekommer ganska ofta och polisens lättare SUV:ar kommer försöka ramma spelaren i full fart med jämna mellanrum. Poliserna använder riktiga tekniker som används i verkligheten (framförallt i USA där spelet är baserat) för att stoppa spelaren. Nu kan 15 bilar vara inblandade samtidigt.

- På Heat Level 4 är bilarna GTO:ar under täckmantel, men som innan är de enkla att känna igen. Nu kommer polisen att skicka en helikopter, lägga spikmattor, använda tyngre SUV:ar och vara väldigt aggressiva. Dessutom kommer 20 polisbilar med helikopter att vara med.

- På Heat Level 5 som låses upp när spelaren är på Blacklist 5 kommer bilarna att vara polisfärgade Corvette:er som är väldigt snabba. Nu kommer förarna vara extremt aggressiva och de kör oerhört skickligt. Spikmattor, vägspärrar och SUV:ar som rammar kommer att komma titt som tätt. Till och med helikoptern kommer att försöka ramma spelaren. Polisbefäl Cross kommer även att vara inblandad om läget är extra allvarligt. Det kommer att vara 25 bilar inblandade.

- Heat Level 6 får spelaren bara i slutet när han blir jagad av hela Rockports polisstyrka och i det sista uppdraget i utmaningserien (näst sista i Black edition). Bilarna är Corvetter under täckmantel och det blir inte mycket svårare än så här. Det är nästintill omöjligt att komma undan och hela 30 bilar kommer att vara inblandade samtidigt.

- Heat Level 7 finns bara på det sista uppdraget i utmaningserien i Black Edition. Då blir spelaren bara jagad av 15 SUV:s och ska undkomma polisen efter att ha utfört uppdraget.

De extra Heat Levels som finns i samlarutgåvorna av Need for Speed: Most Wanted och Need for Speed: Carbon är oftast inte i sig svårare, utan har andra förutsättningar samt följer inte riktlinjerna spelet annars har när det gäller Heat Leveln, som antal bilar, vilka fordon som används osv. Till exempel hamnar spelaren på Need for Speed: Carbon: Collector's Edition i en polisjakt på Heat Level 6. Dock är det så att det är bilar från Heat Level 1, men i mycket stort antal.

## Need for Speed: Most Wanted 5-1-0
Need for Speed: Most Wanted 5-1-0 kallas spelets Playstation Portable-version, som släpptes samma dag som de andra spelkonsolerna. Most Wanted 5-1-0 har en liknande Blacklist och Karriärläge, fast med tillägget "Tuner Takedown", vilket är ett "Be the Cop"-läge som inte visas i Most Wanted. Men Most Wanted 5-1-0 saknar många delar av vilket konsol- och PC-versionen har; som filmsekvenser, en "story"-läge och ett fritt Free roam-läge. Titeln på spelet är baserat på siffrorna "5-1-0", vilket är polisens kod för street racing.

## Soundtracks
Most Wanteds soundtrack består av ett urval av hiphop-, metalcore- och electronica/techno-låtar. 
- Styles Of Beyond - Nine Thou (Superstars Remix)
- T.I. Presents the P$C - Do Ya Thang
- Rock - I Am Rock
- Suni Clay - In A Hood Near You
- The Perceptionists - Let's Move
- Juvenile - Set's Go Up
- Hush - Fired Up
- DJ Spooky & Dave Lombardo - B-Side Wins Again feat. Chuck D
- Celldweller feat. Styles Of Beyond - Shapeshifter
- Lupe Fiasco - Tilted
- Ils - Feed The Addiction
- Celldweller - One Good Reason
- Hyper - We Control
- Static-X - Skinnyman
- Diesel Boy & Kaos - Barrier Break
- Disturbed - Decadence
- The Prodigy - You'll Be Under My Wheels
- The Roots and BT - Tao Of The Machine (Scott Humphreys Remix)
- Stratus - You Must Follow (Evol Intent VIP)
- Mastodon - Blood And Thunder
- Evol Intent, Mayhem & Thinktank - Broken Sword
- Bullet For My Valentine - Hand Of Blood
- Paul Linford and Chris Vrenna - The Mann
- Avenged Sevenfold - Blinded In Chains
- Jamiroquai - Feels Just Like It Should (Timo Maas Remix)
- Paul Linford and Chris Vrenna - Most Wanted Mash Up

Det var även tänkt att fler låtar skulle vara med i spelet, men på grund av licensproblem kom dessa aldrig med på EA Soundtrack-listan. Dock fanns koder i en demo till Need For Speed: Most Wanted för dessa låtar, bl.a. "White Zombie - More Human Than Human".